# Giacomo Albanese
Giacomo Albanese  (Geraci Siculo, 11 de julho de 1890 — São Paulo, 8 de junho de 1947) foi um matemático italiano, conhecido por suas contribuições em geometria algébrica.
Albanese tornou-se professor da Universidade de São Paulo em 1936, vivendo em São Paulo até sua morte.